# Rhinopalpa amoenice
Rhinopalpa amoenice är en fjärilsart som beskrevs av Hans Fruhstorfer 1913. Rhinopalpa amoenice ingår i släktet Rhinopalpa och familjen praktfjärilar. Inga underarter finns listade.